# Gerstorp

Gerstorp är en herrgård i Linköpings kommun (Kaga socken), Östergötlands län.

## Historik
Gerstorp är en herrgård i Kaga socken, Hanekinds härad. Gården ägdes genom donation 1648 av översten Hans Garfwe. De tillhörde vidare med sätesfrihet 1683 hans måg Harald Ridderberg. Övergick därefter genom köp till överstelöjtnanten Natanael Gyllenram och därefter såldes gården till översten Wilhelm Leijonhielm. Den tillhörde därefter översten Erik Brahe.